# Cécile Rigaux
Pour les articles homonymes, voir Rigaux.
Cécile Rigaux, née le 20 avril 1969 à Nogent-sur-Marne, est une joueuse de volley-ball et de beach-volley française. Elle totalise plus de 300+ sélections en équipe de France (capitaine) 248 en indoor entre 1988 et 1995 puis en Beach entre 1996 et 2000. Après 3 années passées à l'INSEP en équipe de France Junior en 1986 à 1988, elle jouera une saison à Francheville avant de rallier le Racing Club de Cannes en 1989, club qu'elle quittera pour tenter les qualifications aux Jeux Olympiques de Sydney 2000 avec Anabelle Prawerman. La paire terminera à la 9e place après une victoire contre l'équipe allemande Friedrichsen/Münch qu'elle n'avait jamais réussi à battre sur le circuit mondial. 
Elle est médaillée d'argent aux Championnats d'Europe de beach-volley et championne de France en 1999 avec Anabelle Prawerman.
Médaillée d'argent aux Jeux Méditerranéens en 1993 en France. 
Médaillée d'argent de la Jeunesse et des sports, membre de l'équipe du siècle par la FFVB.